# Baerietta decidua
Baerietta decidua är en plattmaskart som beskrevs av Geoffrey Clough Ainsworth 1985. Baerietta decidua ingår i släktet Baerietta och familjen Nematotaeniidae. Inga underarter finns listade i Catalogue of Life.